# Sector Economie
De Sector Economie, ook wel Sector Handel en Toerisme genoemd, is een van de vier sectoren binnen het voorbereidend middelbaar beroepsonderwijs (vmbo).

## Vakkenpakket
Leerlingen van de meer praktisch georiënteerde leerwegen vmbo-b,  vmbo-k en vmbo-g die de sector Economie kiezen, volgen in ieder geval het vak economie. Daarnaast moeten ze een keuze maken uit de vakken: wiskunde, Frans, Duits (Europees Nederland) of Spaans (Caribisch Nederland). Leerlingen van de theoretische leerweg vmbo-t dienen naast de genoemde vakken ook nog een keuze te maken uit biologie, natuur- en scheikunde 1, natuur- en scheikunde 2, maatschappijleer 2, geschiedenis, aardrijkskunde, Frans, Duits, Spaans of een kunstvak. In Caribisch Nederland kan ook nog worden gekozen voor Papiaments. In Europees Nederland kan ook nog worden gekozen voor Turks, Arabisch of Friese taal en cultuur.